# Малые Торошковичи
Малые Торошковичи — деревня в Батецком районе Новгородской области. Входит в состав Батецкого сельского поселения.

## География

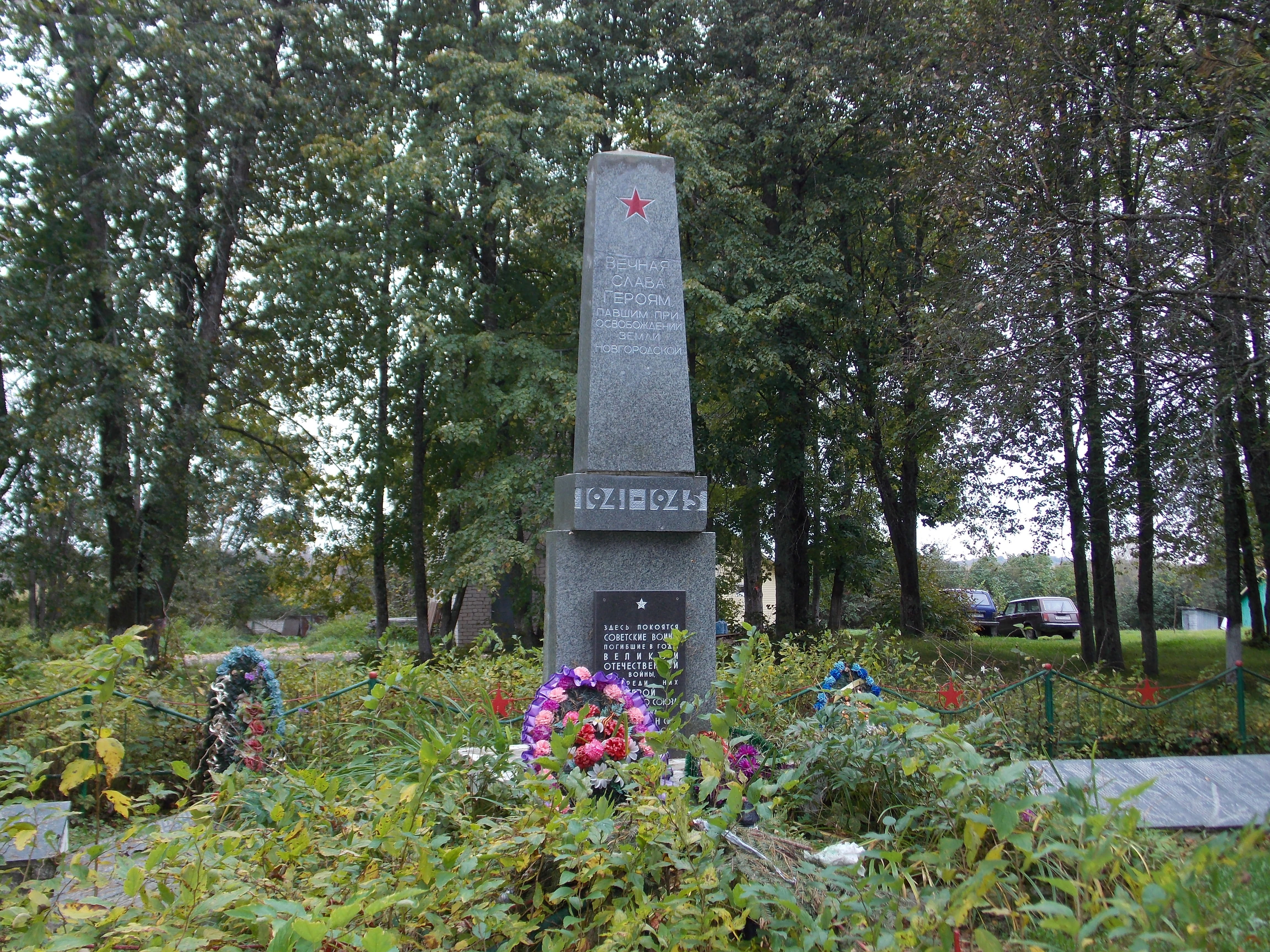
Братская могила советских воинов в деревне Малые Торошковичи

Деревня расположена недалеко от районного центра — Батецкого.

### Часовой пояс
Деревня Малые Торошковичи как и вся Новгородская область, находится в часовой зоне МСК (московское время). Смещение применяемого времени относительно UTC составляет +3:00.

## Население
| 1862 | 2010 |
| ---- | ---- |
| 39   | ↘4   |